# 아름다운 당신에게
김정원의 아름다운 당신에게(이하 아당)는 대한민국의 방송국 기독교방송의 라디오 채널 CBS 음악FM에서 매일 오전 9시부터 오전 11시까지 방송되는 클래식 음악 전문 라디오 프로그램이다. 클래식을 중심으로 교향곡과 협주곡, 소나타 등을 포함한 다양한 음악을 유쾌하게 다루고 있다. 비정기적으로 CBS에서 주최한 공연 실황을 방송하는 경우도 있다. 수도권에서는 초단파 93.9㎒, 부산광역시에서는 초단파 102.1㎒, 서부산에서는 초단파 105.3㎒, 대구광역시 전 지역, 경산, 구미, 칠곡, 성주, 고령 등 경상북도 일부 지역에서는 초단파 97.1㎒, 광주광역시 전 지역, 나주, 담양, 장성 등 전라남도 일부 지역에서는 초단파 98.1㎒, 강원특별자치도, 충청남북도, 전북특별자치도, 제주특별자치도 등의 지방과 해외에서는 CBS 인터넷 라디오 레인보우로 청취할 수 있다. 2022년 3월 3일 이후로 매일 새벽 2시부터 4시까지는 수도권 지역에서만 재방송을 송출하였으나, 2024년부터 수도권 지역과 광주광역시 전 지역, 나주, 담양, 장성 등 전라남도 일부 지역에서만 재방송된다.

## 역사
1995년 12월 15일 방송을 시작하여 한수산, 김정환, 윤석화, 신은경, 정애리, 김갑수, 김동규, 임태경, 김석훈, 조윤범, 박명규 등의 DJ들이 거쳐갔다. 2015년 9월 14일부터 2022년 1월 26일까지 배우 강석우가 진행했다. 강석우 DJ 하차 이후 이강민 아나운서, 배우 장현성이 임시 진행자를 거쳐 현재는 피아니스트 김정원이 정식 진행자로 진행중이다.

## 코너
- 이야기 하나, 그리고 음악 (매일)
- 나의 찬란한 그대에게 'DJ 김정원' (목),  청취자 (월)
- 와글와글 음악퀴즈 (화)
- 나만의 음악앨범 (금)
- 이준형의 보물상자 (토)

## 지역 프로그램
오전 9시부터 11시까지 본방송은 전국방송이며 지역 프로그램을 송출하지 않으며, 
새벽 2시부터 3시 55분까지 재방송 시간대는 지역 프로그램에 한해서만 해당된다.
| 프로그램                                                   | 방송지역                                                       | 방송국                  | 진행자                 |
| ---------------------------------------------------------- | -------------------------------------------------------------- | ----------------------- | ---------------------- |
| 찬양하라 내 영혼아 (재방송) (CBS 표준FM 및 JOY4U 동시방송) | 부산광역시 대구광역시, 경상북도 일부 광주광역시, 전라남도 일부 | 부산CBS 대구CBS 광주CBS | 없음 (논스톱 음악방송) |

## 같이 보기
- 클래식 음악
- 주현미의 러브레터 (KBS 2라디오)
- 오늘아침 윤상입니다 (MBC FM4U)